# Каленики (Полтавський район)
Кале́ники — село в Україні,  у Решетилівській міській громаді Полтавського району Полтавської області. Населення становить 617 осіб.

## Географія
Село Каленики знаходиться на лівому березі річки Псел, вище за течією на відстані 5 км розташоване село Шилівка, нижче за течією на відстані 4 км розташоване село Сухорабівка. Річка в цьому місці звивиста, утворює лимани, стариці та заболочені озера.

## Історія
За переказами село Каленики засноване козаком Калеником наприкінці XVI — на початку XVII століття.
Вперше Каленики у писемних джерелах згадується під 1666 роком у Малоросійських Переписних книгах 1666 року як село у складі Остап'євської сотні Миргородського полку.
За даними на 1859 рік у козацькому селі Хорольського повіту Полтавської губернії мешкало 1114 осіб (565 чоловічої статі та 549 — жіночої), налічувалось 173 дворових господарства, існувала православна дерев. церква.
Станом на 1885 рік у колишньому власницькому селі, центрі Калениківської волості, мешкало 1750 осіб, налічувалось 210 дворових господарств, існували православна церква, 2 постоялих будинки, кузня, 47 вітряних млинів, 3 маслобійних заводи.
За переписом 1897 року кількість мешканців зменшилась до 1144 осіб (556 чоловічої статі та 588 — жіночої), з яких 1137 — православної віри.
1900 - 148 дворів та 1473 житель.
1910 - 187 дворів та 1041 житель, орної землі 752 десятин та 2 парові млини.
Радянський режим проголошено в січні 1918 року. В 1921 створено перший комнезам (18 чоловік). Першим колективним господарством в селі був ТСОЗ, 1930 організовано с. г. артіль.
Під час організованого радянською владою Голодомору 1932—1933 років померло щонайменше 220 жителів села.
Під час німецько-фашиської окупації (17.IX.1941 - 24.IX.1943) вивезено до німеччини на примусові роботи 5 чоловік, село було спалено.
До серпня 1959 були центом одноіменної сільради.
29.VIII.1959 року Калениківська і Сухорабівська сільради об'єднані в одну сільраду.
12 червня 2020 року, відповідно до розпорядження Кабінету Міністрів України № 721-р «Про визначення адміністративних центрів та затвердження територій територіальних громад Полтавської області», село увійшло до складу Решетилівської міської громади.
19 липня 2020 року, в результаті адміністративно - територіальної реформи та ліквідації Решетилівського району, село увійшло до складу новоутвореного Полтавського району Полтавської області.

## Економіка
- «Агрос-Полтава», ТОВ.

## Об'єкти соціальної сфери
- Сільська рада.
- Будинок культури.
- Загальноосвітня школа І-ІІІ ступенів.
- Дитячий садок.
- Фельдшерсько-акушерський пункт.
- 4 магазини.
- База відпочинку (на березі річки Псел).

## Пам'ятки
На околиці села розташований гідрологічний заказник місцевого значення «Калениківський».

## Відомі люди
В селі народилися:
Гнений Петро Демидович — технолог обтискного цеху комбінату «Азовсталь», Герой Соціалістичної Праці.
Гальченко Іван Васильович — директор Кременчуцького педагогічного коледжу імені А. С. Макаренка, заслужений працівник освіти України, кавалер ордена «За заслуги» ІІІ ступеня.